# Turc chypriote
Le turc chypriote (en turc : Kıbrıs Türkçesi) est le dialecte du turc utilisé par les 210 000 habitants turcophones (dont une moitié originaire d'Anatolie) du nord de l'île de Chypre occupé par la Turquie depuis 1974.

## Histoire
Le turc chypriote est la langue vernaculaire parlée par les Chypriotes turcs à Chypre ainsi que par le demi-million de sa diaspora. Cette langue est similaire au turc de Turquie. Venue d'Anatolie, elle a évolué pendant cinq siècles de domination ottomane sur l'île. Le turc chypriote a l'accent du yörük (nomade) au Sud de la Turquie, non loin d'Antalya, avec des influences anglo-italiennes ainsi que du grec chypriote. Globalement, plus de 1/3 de son vocabulaire est issu du grec médiéval.

## Prononciation
Les différences avec le turc de Turquie
Le turc chypriote se distingue notamment par un certain nombre de sons qui ne sont pas dans le turc standard de Turquie.
- Sonorisation de certaines consonnes
  - t↔d, k↔g
    - Turc de Turquie kurt ↔ turc chypriote gurt (ver)
    - Turc de Turquie taş ↔ turc chypriote daş (pierre)